# Simone I di Lorena
Simone I di Lorena (1080 circa – 14 gennaio 1139) fu Duca di Lorena, dal 1115 fino alla sua morte.

## Origini
Secondo la Genealogica ex Stirpe Sancti Arnulfi descendentium Mettensis, Simone era il figlio maschio primogenito del Duca di Lorena, Teodorico II e, secondo le Europäische Stammtafeln, vol I, 2 204 (non consultate), della moglie, Edvige di Formbach ( † 1090 circa), figlia di Federico, Conte di Formbach, come ci conferma la Vita Wirntonis Abbatis Formbacensis.
Sempre secondo la Genealogica ex Stirpe Sancti Arnulfi descendentium Mettensis, Teodorico II di Lorena era il figlio maschio primogenito del Conte di Metz e Chatenoy e Duca di Lorena, Gerardo e di Edvige di Namur, che, ancora secondo la Genealogica ex Stirpe Sancti Arnulfi descendentium Mettensis era figlia del Conte Alberto I di Namur, e di Ermengarda, figlia del carolingio, Carlo I di Lorena, Duca della Bassa Lorena (Lotaringia).

## Biografia

Stemma della Lorena

Sua madre, Edvige, era al suo secondo matrimonio: era vedova di Gerardo di Supplimburgo ( † 1075), conte di Supplimburgo, della casa di Supplimburgo, che faceva parte della grande nobiltà sassone ed apparteneva al partito avverso all'Imperatore Enrico IV ed aveva due figli in tenera età, Ida e Lotario (come conferma anche l'Annalista Saxo), futuro Rex Romanorum e Imperatore del Sacro Romano Impero.
Simone, ancora bambino, viene citato col padre, Teodorico, e lo zio, il conte Gerardo, in un documento della Histoire de Lorraine, ... depuis l'entree de Jules-Cesar dans les ..., Volume 3, inerente al vescovo di Toul, datato ottobre 1091.
Dopo la morte della madre, Edvige, suo padre, Teodorico II, verso il 1096, si sposò, in seconde nozze, con Gertrude delle Fiandre (fra il 1070 e il 1080-1117), come ci confermano sia il documento CVII del Cartulaire de l'Abbaye de Saint-Bertin che la Genealogica Comitum Flandriæ Bertiniana, Continuatio, figlia di Roberto I delle Fiandre e di Gertrude di Sassonia. Gertrude era vedova del conte di Lovanio e Bruxelles, Enrico III ( † 1095), al quale aveva dato solo figlie femmine.
Dal secondo matrimonio del padre nacquero cinque figli, tra cui Teodorico (ca. 1099 – 1168), futuro signore di Bitche, in Alsazia e poi conte delle Fiandre.
Suo padre, Teodorico, morì nel 1115; secondo L'OBITUAIRE DE L'ABBAYE DE SAINT-MANSUY-LÈS-TOUL, Teodorico (Theodoricus dux) morì il 30 dicembre (30-XII); a Teodorico succedette Simone in quanto figlio primogenito.
Continuando la politica di amicizia con gli imperatori del Sacro Romano Impero, egli accompagnò l'Imperatore Enrico V all'incontro che portò al Concordato di Worms del 1122, dove venne risolta la Lotta per le investiture.
Secondo la Histoire de Lorraine, volume 5 Simone duca e marchese di Lotaringia (Simon, dux Lotharingiæ et marchio), nel 1130, fece una donazione al monastero di Bouxières-aux-Dames, dove sua sorella, Hara, era badessa.
Egli ebbe turbolente relazioni con i vescovati del suo ducato; in particolare si scontrò con Stefano di Bar, Vescovo di Metz, e con Adalberone, Vescovo di Treviri, entrambi alleati del Conte di Bar, che pretendeva la Lorena già ai tempi del padre di Simone, che aveva avuto l'appoggio degli Imperatori del Sacro Romano Impero, Enrico IV, e poi del figlio Enrico V.
Adalberone lo scomunicò il 10 aprile 1132 giorno di Pasqua (die sancto paschae), come ci viene confermato dalle Gesta Alberonis Archiepiscopi Trevirorum in cui Simone viene citato come fratello del re (Lotharingiæ ducem Symonem, fratrem regis); a cui seguì una riconciliazione, probabilmente per opera del papa Innocenzo II.
Egli era amico di Bernardo di Chiaravalle e fece costruire numerose abbazie nel suo ducato, inclusa quella di Sturzelbronn, nel 1135.
Simone morì nel 1139; secondo gli Obituaires de Sens Tome I.1, Abbaye de Saint-Denis, il 14 gennaio (XVIIII Kal Feb) oppure il 31 marzo (II Kal Apr), mentre L'obituaire de l'abbaye de Saint-Mansuy-lès-Toul, conferma il 14 gennaio: Simone (Sigismundus dux) (14-I).
A Simone succedette il figlio Mattia.
La tomba di Simone che già si trovava a Saint-Dié venne in seguito spostata nell'abbazia di Sturzelbronn.

## Matrimonio e discendenza

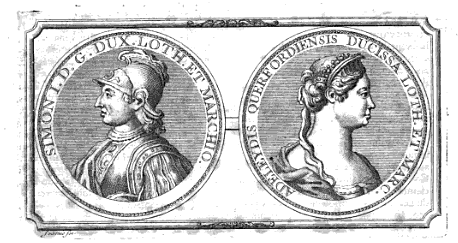
Simone con la moglie Adelaide

Simone, verso il 1112, aveva sposato Adelaide di Lovanio († 1158), figlia della sua matrigna Gertrude delle Fiandre (, come ci confermano sia il documento CVII del Cartulaire de l'Abbaye de Saint-Bertin che la Genealogica Comitum Flandriæ Bertiniana, Continuatio) e di Enrico III di Lovanio, come ci viene confermato dal sächsische weltchronik. Secondo lo storico, Georges Poull, dopo la morte del marito, Adelaide si ritirò nell'abbazia cistercense di Notre-Dame du Tart, vicino a Digione.
Simone da Adelaide ebbe sette (oppure otto) figli:
- Matteo o Mattia († prima del 1119), probabilmente il primogenito, morto molto giovane[4]
- Agata, sposa di Rinaldo III di Borgogna, come ci confermano le Gesta Friderici Imperatoris Ottonis Frisingensis[21]
- Edvige, che secondo il documento LXII della Histoire générale et particulière de Bourgogne (Dijon), Tome I, Preuves, sposò Federico II, conte di Toul[22]
- Mattia[23] (1119-1176), Duca di Lorena[24]
- Roberto[23] († prima del 1208), signore di Floranges (presso Thionville), dal 1194[4]
- Berta († dopo il 1162), che sposò il Margravio Ermanno III di Baden[20]
- Baldovino († dopo il 1146), monaco[4], citato come testimonio (Balduini fratris mei) nel documento n° 83 della Speyer Urkundenbuch, datato 13 gennaio 1143, inerente ad una donazione fatta da suo fratello Mattia (Matheus Lotharingorum dux et marchio)[25]
- Giovanni († dopo il 1148), citato come testimonio (Johannes frater ducis) nel documento della Histoire de Lorraine, volume 5, datato 5 dicembre 1148, inerente alla fondazione dell'abbazia di Etanche, vicino a Neuf-château, da parte di suo fratello Mattia (Mathæus Lotharingorum dux et marchio)[26].

## Ascendenza
|                          |   |                      | Genitori           |  |  | Nonni |  |  | Bisnonni                  |  |  | Trisnonni         |  |
|                          |   |                      |                    |  |  |       |  |  | Gerardo IV di Bouzonville |  |  | Adalberto di Metz |  |
|                          |   |                      |                    |  |  |       |  |  | Gerardo IV di Bouzonville |  |  | Adalberto di Metz |  |
|                          |   | Giuditta             |                    |  |  |       |  |  | Gerardo IV di Bouzonville |  |  |                   |  |
| Gerardo di Lorena        |   |                      |                    |  |  |       |  |  | Gerardo IV di Bouzonville |  |  |                   |  |
|                          |   | Gisella              | …                  |  |  |       |  |  |                           |  |  |                   |  |
|                          |   | Gisella              | …                  |  |  |       |  |  |                           |  |  |                   |  |
|                          |   | Gisella              | …                  |  |  |       |  |  |                           |  |  |                   |  |
| Teodorico II di Lorena   |   | Gisella              |                    |  |  |       |  |  |                           |  |  |                   |  |
|                          |   | Alberto I di Namur   | Roberto I di Namur |  |  |       |  |  |                           |  |  |                   |  |
|                          |   | Alberto I di Namur   | Roberto I di Namur |  |  |       |  |  |                           |  |  |                   |  |
|                          |   | Alberto I di Namur   | Liutgarda di Metz  |  |  |       |  |  |                           |  |  |                   |  |
| Edvige di Namur          |   | Alberto I di Namur   |                    |  |  |       |  |  |                           |  |  |                   |  |
|                          |   | Ermengarda di Lorena | …                  |  |  |       |  |  |                           |  |  |                   |  |
|                          |   | Ermengarda di Lorena | …                  |  |  |       |  |  |                           |  |  |                   |  |
|                          |   | Ermengarda di Lorena | …                  |  |  |       |  |  |                           |  |  |                   |  |
| Simone I di Lorena       |   | Ermengarda di Lorena |                    |  |  |       |  |  |                           |  |  |                   |  |
|                          | … | …                    |                    |  |  |       |  |  |                           |  |  |                   |  |
|                          | … | …                    |                    |  |  |       |  |  |                           |  |  |                   |  |
|                          | … | …                    |                    |  |  |       |  |  |                           |  |  |                   |  |
| Federico di Formbach     | … |                      |                    |  |  |       |  |  |                           |  |  |                   |  |
|                          |   | …                    | …                  |  |  |       |  |  |                           |  |  |                   |  |
|                          |   | …                    | …                  |  |  |       |  |  |                           |  |  |                   |  |
|                          |   | …                    | …                  |  |  |       |  |  |                           |  |  |                   |  |
| Edvige di Formbach       |   | …                    |                    |  |  |       |  |  |                           |  |  |                   |  |
|                          |   | …                    | …                  |  |  |       |  |  |                           |  |  |                   |  |
|                          |   | …                    | …                  |  |  |       |  |  |                           |  |  |                   |  |
|                          |   | …                    | …                  |  |  |       |  |  |                           |  |  |                   |  |
| Gertrude di Haldensleben |   | …                    |                    |  |  |       |  |  |                           |  |  |                   |  |
|                          |   | …                    | …                  |  |  |       |  |  |                           |  |  |                   |  |
|                          |   | …                    | …                  |  |  |       |  |  |                           |  |  |                   |  |
|                          |   | …                    | …                  |  |  |       |  |  |                           |  |  |                   |  |
|                          |   | …                    |                    |  |  |       |  |  |                           |  |  |                   |  |

### Fonti primarie
- (DE)  Monumenta Germaniae Historica, sächsische weltchronik, tomus II.
- (LA)  Monumenta Germaniae Historica, Scriptores, tomus VI.
- (LA)  Monumenta Germaniae Historica, Scriptores, tomus IX.
- (LA)  Monumenta Germaniae Historica, Scriptores, tomus XX.
- (LA)  Monumenta Germaniae Historica, Scriptores, tomus XV.2.
- (LA)  Monumenta Germaniae Historica, Scriptores, tomus VIII.
- (LA)  Monumenta Germaniae Historica, Scriptores, tomus XXIII.
- (LA)  Monumenta Germaniae Historica, Scriptores, tomus XXV.
- (LA)  L'obituaire de l'abbaye de Saint-Mansuy-lès-Toul.
- (LA)  Histoire générale et particulière de Bourgogne (Dijon), Tome I.
- (LA)  Histoire de Lorraine, ... depuis l'entree de Jules-Cesar dans les ..., Volume 3.
- (LA)  Histoire de Lorraine, ... depuis l'entree de Jules-Cesar dans les ..., Volume 5.
- (LA)  Obituaires de la province de Sens. Tome 1 / Tome 1 / Partie 1l.
- (LA)  L'obituaire de l'abbaye de Saint-Mansuy-lès-Toul.
- (LA)  urkundenbuch speyer.
- (LA)  Cartulaire de l'Abbaye de Saint-Bertin.